# هارون جيبسون
هارون جيبسون (بالإنجليزية: Aaron Gibson)‏ هو لاعب كرة قدم أمريكية أمريكي، ولد في 27 سبتمبر 1977 في إنديانابوليس في الولايات المتحدة.

## وصلات خارجية
- هارون جيبسون على موقع مرجع كرة القدم المحترفة.كوم (الإنجليزية)